# Боґлевиці
Боґлевиці (пол. Boglewice) — село в Польщі, у гміні Ясенець Груєцького повіту Мазовецького воєводства.
Населення — 306 осіб (2011).
У 1975-1998 роках село належало до Радомського воєводства.

## Демографія
Демографічна структура станом на 31 березня 2011 року:
|          | Загалом | Допрацездатний вік | Працездатний вік | Постпрацездатний вік |
| -------- | ------- | ------------------ | ---------------- | -------------------- |
| Чоловіки | 160     | 28                 | 110              | 22                   |
| Жінки    | 146     | 20                 | 79               | 47                   |
| Разом    | 306     | 48                 | 189              | 69                   |